# AI: The Somnium Files - nirvanA Initiative
AI: The Somnium Files - nirvanA Initiative (アイ：ソムニウムファイル ニルヴァーナ イニシアチブ?, AI: Somuniumu Fairu Niruvāna Inishiachibu) è una visual novel sviluppata da Spike Chunsoft e pubblicata nel 2022 per Nintendo Switch, PlayStation 4, Xbox Series X e Series S, Xbox One e Microsoft Windows. Il videogioco è il seguito di AI: The Somnium Files.
La trama segue un'adulta Mizuki Okiura e un nuovo giovane investigatore di nome Ryuki Kuruto, accompagnati dai loro rispettivi partner Aiba e Tama, che dovranno risolvere il caso degli omicidi seriali 'Half Body' e svelare i misteri dietro al complotto conosciuto come Nirvana Initiative.

## Trama
Sei anni fa, fu scoperta la metà destra di un cadavere. La metà sinistra non è mai stata trovata fino a sei anni dopo, completamente fresca e senza segni di decomposizione. Ora, gli agenti speciali Mizuki e Ryuki, insieme ai loro partner Aiba e Tama, hanno il compito di risolvere i bizzarri omicidi seriali Half Body e svelare il misterioso complotto conosciuto come Nirvana Initiative.

## Personaggi
- Mizuki Okiura: protagonista e primo personaggio giocabile di AI: The Somnium Files - nirvanA Initiative. Un agente speciale appena reclutato assegnato al caso degli omicidi seriali 'Half Body'. Mizuki ha perso l'occhio sinistro e ora è dotata di un occhio sostitutivo dotato di un'intelligenza artificiale avanzata (la AI-Ball "Aiba"). Nonostante sia ancora una studentessa delle superiori, le sue forti abilità fisiche e la sua mente intelligente le hanno fatto guadagnare una sistemazione speciale nell'ABIS. Un personaggio che ha debuttato in Ai: The Somnium Files.
- Aiba/AI-Ball: personaggio giocabile di AI: The Somnium Files - nirvanA Initiative. Aiba è un'intelligenza artificiale autonoma e la nuova partner di Mizuki, che risiede nel suo occhio sinistro. Assume la forma di una giovane donna nello spazio digitale. Il suo compito è quello di assistere Mizuki durante le indagini collegandosi alle reti per raccogliere informazioni e utilizzando funzioni speciali come i raggi X e i termografi. Poiché ha lavorato come assistente investigativo per molto tempo, è abile nel leggere la psicologia umana e gli stati emotivi. Un personaggio che ha debuttato in AI: The Somnium Files, dove era precedentemente la partner dell'agente speciale Kaname Date.
- Ryuki Kuruto: secondo protagonista e personaggio giocabile di  AI: The Somnium Files - nirvanA Initiative. Un investigatore alle prime armi con un forte senso di giustizia. Tuttavia, non è un tipo dal sangue caldo; ha un carattere riservato e gentile. È un giovane ben istruito. Purtroppo, sia i suoi genitori che suo fratello sono morti. Lottando attraverso il suo passato doloroso, mira a risolvere casi difficili con la sua partner Tama, che è impiantata nella sua cavità oculare sinistra.
- Tama: personaggio giocabile di  AI: The Somnium Files - nirvanA Initiative. Come Aiba, è una AI-Ball dotata di un'intelligenza artificiale avanzata che si manifesta come una giovane donna nello spazio digitale. Di solito si trova nella cavità oculare sinistra di Ryuki e lo sostiene nel suo lavoro. Ha una qualità materna, essendo sia severa che gentile (anche se è al 90% severa). Ispira Ryuki prendendolo a frustate. Per pura coincidenza, è anche un personaggio sadico che si diverte letteralmente a frustare chiunque.
- Iris Sagan: Un personaggio che ha debuttato in AI: The Somnium Files. Una idol su internet affiliata all'agenzia di talenti Lemniscate. Il suo nome da idol è A-set, ma i suoi fan la chiamano Tesa. Ama l'occulto e le leggende urbane. Iris è all'ultimo anno alla Sekiba High, ed è un membro del club di danza. Iris e Mizuki erano presenti in studio quando la metà destra di un corpo è apparsa improvvisamente durante la trasmissione web di un game show.
- Komeji: Un ex "re dei quiz" diventato comico. Il suo nome d'arte è Andes Komeji. Ha fatto alcune apparizioni televisive ma non ha molto successo. Era il conduttore del game show quando la metà destra di un corpo è apparsa improvvisamente nello studio durante la trasmissione web. L'apparizione del mezzo corpo ha segnato l'inizio del caso degli omicidi seriali Half Body.
- Kizuna: Figlia della ricchissima famiglia Chieda. Frequenta l'ultimo anno del liceo Sekiba, è membro dello stesso club di danza di Iris: ha anche vinto un concorso in passato. Kizuna è una buona amica di Iris. Attraverso Iris è anche amica di Mizuki.

## Modalità di gioco
La storia si apre con la scoperta della metà sinistra del corpo di una vittima degli omicidi seriali Half Body, avvenuti sei anni fa. Ancora più bizzarro, il corpo non mostra alcun segno di decomposizione. Mizuki cerca l'assistenza di Ryuki, l'agente un tempo assegnato agli omicidi seriali.
La storia verrà raccontata da due prospettive:
- Storia di Mizuki, il presente: questa storia è raccontata dalla prospettiva di Mizuki, nuova agente dell'ABIS. Guidata da un misterioso messaggio, è lei che scopre la metà sinistra del corpo. Per risolvere il caso, cerca Ryuki.
- Storia di Ryuki, il passato: qui vediamo la storia degli omicidi seriali Half Body dalla prospettiva di Ryuki. L'indagine inizia quando solo la metà destra di un corpo appare improvvisamente in uno studio durante un game show. Mizuki è presente sulla scena come una ragazza di 12 anni.

Come nel prequel Ai: The Somnium Files, il gioco consiste in due parti: investigazioni e somnium. Durante le investigazioni, la storia si svolge mentre i giocatori navigano nel mondo reale, esaminando scene del crimine e conducendo interrogatori con sospetti e testimoni. Qui l'obiettivo è quello di raccogliere informazioni e raccogliere prove.
I protagonisti Mizuki e Ryuki hanno entrambi una protesi nell'occhio sinistro. Questa protesi o "AI-Ball" è dotata di intelligenza artificiale avanzata, così come di funzioni visive come raggi X, immagini termiche e visione notturna che possono aiutarli a scoprire indizi. Mizuki e Ryuki possono usare l'AI-Ball per vedere segretamente cosa c'è dietro un muro o dentro una scatola chiusa, e anche i cambiamenti della temperatura corporea; qualcosa che non è possibile a occhio nudo. Per il sequel, le nuove funzioni delle AI-Ball includono "Wink Psync", "Realtà Virtuale" e "Ricostruzione della verità".
- Wink Psynch: Quando la conversazione dà pochi risultati, il Wink Psync permette agli agenti di leggere facilmente i pensieri degli altri. Il Wink Psync visualizza ricordi forti come sogni per rivelare le bugie e le preoccupazioni delle altre parti.
- Realtà Virtuale: Con la realtà virtuale, gli agenti utilizzano uno spazio virtuale ricreato per raccogliere indizi. Lo spazio virtuale include informazioni scansionate dai raggi X e dalle immagini termiche. Cambiando modalità, viste speciali possono essere applicate a un intero spazio per l'indagine. L'uso della realtà virtuale comporta anche la risoluzione di enigmi o codici posti su una scena.
- Ricostruzione della verità: Quando vengono raccolti abbastanza indizi nella realtà virtuale, il gioco passa alla ricostruzione della verità. Mentre si rivede il flusso di un incidente, gli indizi vengono applicati alle domande che sono emerse, per chiarire la verità. Se la verità può essere rivelata senza contraddizioni, gli agenti saranno in grado di vedere una ricostruzione visiva dell'incidente

## Sviluppo
Il gioco è stato inizialmente annunciato dall'account Twitter di Spike Chunsoft il 28 giugno 2021, con l'hashtag #NineEyesTV, collegandosi a un sito web con vari puzzle incentrati su nove occhi. Dopo aver risolto i puzzle, il sito ha rivelato la password "Nirvanainitiative", che ha portato a un conto alla rovescia per il 30 giugno. Alla fine del conto alla rovescia, il sito web è stato cambiato e il trailer di annuncio di AI: The Somnium Files - nirvanaA Initiative è stato rivelato.
Nel 27 gennaio 2022 viene distribuito da Spike Chunsoft il trailer del gioco con la sua data di uscita statunitense, 24 giugno 2022.